# Sit cuallarg gorjaclar
El sit cuallarg gorjaclar (Embernagra longicauda) és un ocell de la família dels tràupid (Thraupidae).

## Hàbitat i distribució
Habita praderies de les terres altes de l'est del Brasil. Ateny densitats elevades en zones d'hàbitats mixtes.
La població baixa poc a poc pel desenvolupament agrícola i les activitats mineres degraden l'hàbitat en parts de l'àrea de distribució.